# Perșotravneve, Romnî
Perșotravneve (în ucraineană Першотравневе) este un sat în comuna Nova Hreblea din raionul Romnî, regiunea Sumî, Ucraina.